# Григориј Петровски
Григориј Иванович Петровски (рус. Григо́рий Ива́нович Петро́вский, укр. Григо́рій Іва́нович Петро́вський; Печенеги, 3. фебруар 1878 — 9. јануар 1958) био је совјетски политичар украјинског порекла. Учествовао је у потписивању Уговора о стварању СССР-а и Брест-литовског мировног споразума. Петровски је био лидер Комунистичке партије у Украјини до 1938. године и један од званичника одговорних за спровођење Стаљинове политике колективизације. Петровски је био укључен у организацију Голодомора.
Био је један од председника Централног извршног комитета Совјетског Савеза од 1922. до 1938. године.
Град Дњепропетровск (данас Дњепар) је био именован по њему од 1928. до 2016. године, док је Дњепропетровска област и даље именована по њему.